# Seskviterpen
Seskviterpeni su klasa terpena koji se sastoje od tri izoprenske jedinice i imaju molekulsku formulu . Kao i monoterpeni, seskviterpeni mogu da budu aciklični ili da sadrže prstene, uključujući mnoge jedinstvene kombinacije. Biohemijekse modifikacije kao što su oksidacija ili premeštanje proizvode srodne seskviterpenoide.
Seskviterpeni se prirodno javljaju u biljkama i insektima, npr. kao semiohemikalije, npr. odbrambeni agensi ili feromoni.

## Aciklični
Kad geranil pirofosfat reaguje sa izopentenil pirofosfatom, rezultat je 15 ugljenika dug farnezil pirofosfat, koji je intermedijer u biosintezi seskviterpena kao što je farnezen. Oksidacija može da proizvede seskviterpenoide, npr. farnezol. 

## Monociklični
Sa povećanjem dužine lanca i dodatnim dvostrukim vezama, do ciklizacije može doći na brojne druge načine, te stoga postoji znatan broj cikličnih seskviterpena. Pored uobičajenih šestoatomskih prstena (npr. zingiberen), ciklizacija od jednog kraja lanca do drugog može da dovede do makrocikličnih prstenova kao što je humulen.

## Biciklični
Osim uobičajenih šestoatomskih prstenova (npr. kadineni), jedan od klasičnih bicikličnih seskviterpena je kariofilen, iz ulja klinčića, koji ima prsten sa devet atoma i ciklobutanski prsten. Dodatakom višestrukih veza se formiraju aromatični biciklični seskviterpenoidi kao što su vetivazulen i gvajazulen.

## Triciklični
Dodatak trećeg prstena dalje uvećava broj mogućih struktura. Primer takvih struktura su longifolen, kopaen i alkohol patholol.

## Diktioforin A i B
Dva nova seskviterpena su identifikovana iz gljivica, diktioforin A i B.

## Spoljašnje veze
- Sesquiterpenes на 